# Доллар-Пойнт (Каліфорнія)
Доллар-Пойнт (англ. Dollar Point) — переписна місцевість (CDP) в США, в окрузі Пласер штату Каліфорнія. Населення — 1261 особа (2020).

## Географія
Доллар-Пойнт розташований за координатами 39°11′26″ пн. ш. 120°6′32″ зх. д. / 39.19056° пн. ш. 120.10889° зх. д. (39.190490, -120.108921).  За даними Бюро перепису населення США в 2010 році переписна місцевість мала площу 4,23 км², уся площа — суходіл.

### Клімат
| Клімат : Доллар-Пойнт                                                    | Клімат : Доллар-Пойнт | Клімат : Доллар-Пойнт | Клімат : Доллар-Пойнт | Клімат : Доллар-Пойнт | Клімат : Доллар-Пойнт | Клімат : Доллар-Пойнт | Клімат : Доллар-Пойнт | Клімат : Доллар-Пойнт | Клімат : Доллар-Пойнт | Клімат : Доллар-Пойнт | Клімат : Доллар-Пойнт | Клімат : Доллар-Пойнт | Клімат : Доллар-Пойнт |
| Показник                                                                 | Січ.                  | Лют.                  | Бер.                  | Квіт.                 | Трав.                 | Черв.                 | Лип.                  | Серп.                 | Вер.                  | Жовт.                 | Лист.                 | Груд.                 | Рік                   |
| Абсолютний максимум, °C                                                  | 21,1                  | 23,9                  | 28,3                  | 31,7                  | 35,6                  | 39,4                  | 40,0                  | 40,6                  | 38,3                  | 32,8                  | 25,0                  | 21,1                  | 40,6                  |
| Середній максимум, °C                                                    | 7,2                   | 10,6                  | 13,3                  | 17,8                  | 22,8                  | 27,8                  | 32,8                  | 31,7                  | 27,2                  | 21,1                  | 12,8                  | 7,8                   | 19,4                  |
| Середня температура, °C                                                  | 0,0                   | 3,3                   | 5,0                   | 8,9                   | 13,3                  | 17,2                  | 21,1                  | 20,0                  | 16,1                  | 10,6                  | 4,4                   | 0,6                   | 10,1                  |
| Середній мінімум, °C                                                     | −7,2                  | −5                    | −3,3                  | −0,6                  | 3,3                   | 6,7                   | 9,4                   | 8,3                   | 4,4                   | 0,0                   | −3,9                  | −6,7                  | 0,5                   |
| Абсолютний мінімум, °C                                                   | −26,7                 | −26,7                 | −17,8                 | −10,6                 | −7,8                  | −3,9                  | 0,6                   | −4,4                  | −6,7                  | −13,3                 | −17,2                 | −26,7                 | −26,7                 |
| Норма опадів, мм                                                         | 25                    | 23                    | 18                    | 10                    | 18                    | 10                    | 8                     | 5                     | 8                     | 10                    | 20                    | 25                    | 15                    |
| ------------------------------------------------------------------------ | --------------------- | --------------------- | --------------------- | --------------------- | --------------------- | --------------------- | --------------------- | --------------------- | --------------------- | --------------------- | --------------------- | --------------------- | --------------------- |
| Джерело: http://www.myforecast.com/bin/climate.m?city=11678&metric=false |                       |                       |                       |                       |                       |                       |                       |                       |                       |                       |                       |                       |                       |

## Демографія
Згідно з переписом 2010 року, у переписній місцевості мешкало 1215 осіб у 571 домогосподарстві у складі 297 родин. Густота населення становила 287 осіб/км².  Було 1822 помешкання (431/км²).
Расовий склад населення:
| - 94,2 % — білих - 1,6 % — азіатів - 0,5 % — корінних американців - 0,3 % — чорних або афроамериканців - 2,0 % — осіб інших рас |

До двох чи більше рас належало 1,4 %. Частка іспаномовних становила 6,8 % від усіх жителів.
За віковим діапазоном населення розподілялося таким чином: 15,5 % — особи молодші 18 років, 68,4 % — особи у віці 18—64 років, 16,1 % — особи у віці 65 років та старші. Медіана віку мешканця становила 45,4 року. На 100 осіб жіночої статі у переписній місцевості припадало 108,0 чоловіків;  на 100 жінок у віці від 18 років та старших — 106,2 чоловіків також старших 18 років.
Середній дохід на одне домашнє господарство  становив 97 023 долари США (медіана — 68 967), а середній дохід на одну сім'ю — 126 737 доларів (медіана — 100 104). За межею бідності перебувало 14,1 % осіб, у тому числі 3,9 % дітей у віці до 18 років та 0,0 % осіб у віці 65 років та старших.
Цивільне працевлаштоване населення становило 675 осіб. Основні галузі зайнятості: освіта, охорона здоров'я та соціальна допомога — 19,9 %, мистецтво, розваги та відпочинок — 18,5 %, роздрібна торгівля — 15,6 %.